# Angelo Warner
Angelo Curtis Warner (Orlando, 12 febbraio 1992) è un cestista statunitense, professionista in Europa.

## Carriera
Il 30 settembre 2019 si trasferisce nel campionato italiano, firmando per il Basket Brescia Leonessa.. Tuttavia il 18 febbraio 2020, dopo nemmeno cinque mesi di militanza rescinde il contratto con la società lombarda. Il giorno successivo firma fino a fine stagione per Scafati Basket in Serie A2 italiana, tuttavia a causa della pandemia del COVID-19 e alla chiusura anticipata della stagione, non riesce a scendere in campo con la società campana.

## Palmarès
- Coppa di Bielorussia: 1

Cmoki Minsk: 2021